# Brian Teacher
Brian David Teacher (Omaha, Nebraska, 1954. december 23. –) amerikai hivatásos teniszező. Legnagyobb sikere az 1980-as Australian Open megnyerése. Karrierje során 8 egyéni és 16 páros ATP-tornát nyert meg.

## Grand Slam-döntői

### Győzelmei (1)
| Év   | Helyszín        | Ellenfél a döntőben | Eredmény a döntőben |
| 1980 | Australian Open | Kim Warwick         | 7–5, 7–6, 6–2       |